# Danske medlemmer af Europa-Parlamentet 2009-2014
Dette er en liste over medlemmer af Europa-Parlamentet for Danmark fra 2009 til det næste valg i 2014, sorteret efter navn. Se Europa-Parlamentsvalg 2009 for valgresultaterne.
- Margrete Auken, Socialistisk Folkeparti, (EG-EFA)
- Bendt Bendtsen, Konservative Folkeparti, (EPP)
- Ole Christensen, Socialdemokraterne, (PASD)
- Anne Elisabet Jensen, Venstre, (ALDE)
- Dan Jørgensen, Socialdemokraterne, (PASD)
  - Claus Larsen-Jensen, Socialdemokraterne, (PASD) (afløste Dan Jørgensen)
- Morten Løkkegaard, Venstre, (ALDE)
- Morten Messerschmidt, Dansk Folkeparti, (EFD)
- Jens Rohde, Venstre, (ALDE)
- Anna Rosbach Andersen, Løsgænger, (ECR)[1]
- Christel Schaldemose, Socialdemokraterne, (PASD)
- Søren Søndergaard, Folkebevægelsen mod EU, (GUE-NGL)
- Britta Thomsen, Socialdemokraterne, (PASD)
- Emilie Turunen, Socialdemokraterne – tidligere Socialistisk Folkeparti[2], (EG-EFA)

## Fodnoter
1. ↑  Valgt for Dansk Folkeparti og sad i Gruppen for Europæisk Frihed og Demokrati indtil den 9. marts, 2011.
2. ↑  Turunen: Udmeldelse var koordineret dr.dk 20. marts 2013